# Travelling Avant
Travelling Avant è un film del 1987 diretto da Jean-Charles Tacchella.

## Riconoscimenti
- 1988 - International Istanbul Film Festival
  - Tulipano d'oro